# Solenopsis patagonica
Solenopsis patagonica es una especie de hormiga del género Solenopsis, subfamilia Myrmicinae.

## Distribución
Esta especie se encuentra en Argentina, Brasil y Chile.